# Chikkamanoli, Khanapur
Chikkamanoli là một làng thuộc tehsil Khanapur, huyện Belgaum, bang Karnataka, Ấn Độ.